# گورستان خونگاه (محوطه دنا)
قبرستان خونگاه (محوطه دنا) مربوط به دوران‌های تاریخی پس از اسلام است و در شهرستان دنا، بخش پاتاوه، روستای خونگاه (محوطه دنا) واقع شده و این اثر در تاریخ ۶ اسفند ۱۳۸۵ با شمارهٔ ثبت ۱۷۵۴۸ به‌عنوان یکی از آثار ملی ایران به ثبت رسیده است.